# Idade apropriada
Idade apropriada ou amiga da criança é a progressão de normas comportamentais amplamente aceitas dentro de uma sociedade ou entre as autoridades sociológicas e psicológicas para serem adequadas ao desenvolvimento de habilidades sociais de uma criança. Esses comportamentos são divididos em vários estágios de desenvolvimento com base na idade da criança.
A falta de exposição a atividades e experiências apropriadas à idade é comumente considerada como uma forma de impedir que uma criança adquira as habilidades necessárias para seu estágio atual e, portanto, seu próximo estágio de desenvolvimento.

## Brinquedos
Nos Estados Unidos, as diretrizes de determinação de idade para brinquedos e jogos são sugeridas pela US Consumer Product Safety Commission (CPSC) e consideram o desenvolvimento infantil (para crianças menores de 12 anos) e as características dos brinquedos. Ao considerar o desenvolvimento infantil, o CPSC considera o desenvolvimento físico, o desenvolvimento cognitivo, o desenvolvimento emocional e o desenvolvimento social das crianças. As diretrizes do CPSC são então separadas em quatro categorias, que incluem: categorias de brincadeiras, subcategorias de brinquedos, grupos de idade e características dos brinquedos. Outro fator notável relacionado à adequação dos brinquedos à idade é se os brinquedos contêm ou não peças pequenas, o que pode representar um risco de asfixia potencialmente fatal para crianças pequenas, já que as crianças mais novas têm maior probabilidade de colocar as peças pequenas na boca.

## Mídia e filme
As classificações de conteúdo geralmente indicam a idade em que o conteúdo é considerado apropriado pelo órgão de classificação. Por exemplo, nos Estados Unidos, a TV-14 indica que o programa de televisão contém algum material que muitos pais considerariam impróprio para crianças menores de 14 anos; é o equivalente a PG-13 para filmes.
Embora as avaliações geralmente classifiquem o material como impróprio para crianças, o termo " filme adulto " geralmente se refere à pornografia.
O sistema canadense de classificação de vídeos domésticos é voluntário na maioria das províncias do Canadá, e o sistema de classificação CHV é o seguinte:
|  | G - Adequado para visualização por todas as idades. (1) |
|  | PG - Orientação parental aconselhada. (2) |
|  | 14A - Adequado para maiores de 14 anos. Os menores de 14 anos devem ver com um adulto. Nenhum aluguel ou compra por menores de 14 anos, onde proibido por lei. Pais alertaram. Pode conter violência, linguagem grosseira e / ou cenas com conotação sexual. (3)                         |
|  | 18A - Adequado para maiores de 18 anos. Pessoas menores de 18 anos devem ver com um adulto. Nenhum aluguel ou compra por menores de 18 anos. Os pais alertaram fortemente. Provavelmente conterá violência explícita, linguagem grosseira frequente, atividade sexual e / ou terror. (4) |
|  | R - Restrito a maiores de 18 anos. Nenhum aluguel ou compra por menores de 18 anos. Conteúdo não adequado para menores. Contém atividade sexual frequente, brutalidade / violência gráfica, terror intenso e / ou outro conteúdo perturbador. (5)                                        |
|  | E - Isento. Contém material não sujeito a classificação, como documentários, natureza, viagens, música, artes e cultura, esportes e lazer, informações educacionais e instrucionais. |

Sistemas semelhantes com base na adequação da idade incluem o Conselho de Classificação de Mídia da Coreia, o Conselho de Revisão e Classificação de Filmes e Televisão das Filipinas, o Escritório de Classificação de Filmes e Literatura (Nova Zelândia), o Conselho Britânico de Film Classification, o Australian Classification Board, e a Film Classification and Rating Organization (Eirin) do Japão.